# 范光宗
范光宗（？—？），陝西郃陽县（今名合阳县）人，清朝官員。同進士出身。
康熙二十七年（1688年），范光宗中式戊辰科三甲進士。选庶吉士，散馆授翰林院检讨。累官詹事府左春坊左替善。康熙四十八年（1709年）提督福建學政。